# 云埔街道
云埔街道是中华人民共和国广东省广州市黄埔区下辖的一个街道办事处。
2018年8月31日，广州市人民政府批准：同意设立云埔街道办事处，撤销荔联街道办事处和东区街道办事处。原荔联街道办事处管辖的沧联社区，原东区街道办事处管辖的火村社区、刘村社区、笔岗社区、东荟城社区、东区社区、新东社区、中海誉东社区、誉品社区、金梦社区、雅筑社区一并划归新设立的云埔街道办事处。云埔街道办事处驻开创大道393号(原东区街道办事处驻地)。

## 行政区划
云埔街道下辖以下村级行政区划单位：
东区社区、笔岗社区、火村社区、刘村社区、新东社区、东荟城社区、中海誉东社区、沧联社区、誉品社区、金梦社区、雅筑社区、万荟社区、春树里社区、爱特城社区。

## 交通

### 有轨电车
- █黄埔有轨电车2号线：开源大道东站